# 奉天邮便局
奉天邮便局，其旧址位于辽宁省沈阳市和平区中山路50号，1914年建立于满铁附属地的昭德大街（后改称浪速通）北侧。大楼现为中国邮政沈阳市太原街邮局使用。目前，该建筑被列为辽宁省文物保护单位。

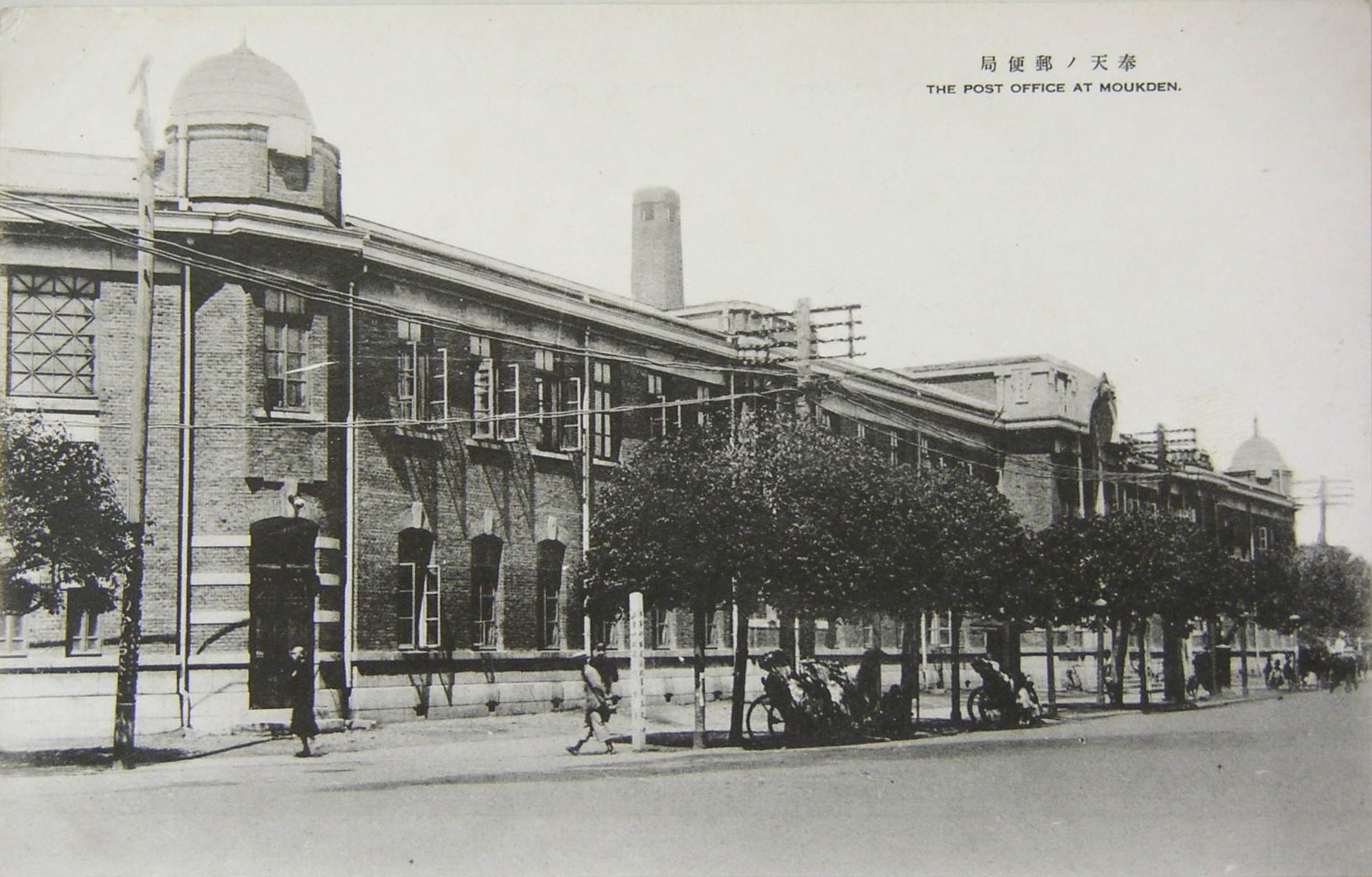
日治时期的奉天邮便局

## 历史沿革
1914年，日本人在昭德大街上，开始投资10万余元，兴建建筑面积2000余平方米的二层楼房以用作奉天邮便局总部。1915年10月1日，奉天邮便局由西塔附近迁入奉天铁道附属地昭德大街新建楼房办公。奉天邮便局设立了庶务、邮便、电信三课，办理邮政、电信等业务，并有职工426人。九一八事变之前，以“奉天邮便局”为中心的日邮系统已经形成，与中国政府开办的中华邮政公开分庭抗礼。